# Clan Colquhoun
Le Clan Colquhoun (en Gaélique écossais : Clann a' Chombaich) est un clan écossais.

## Historique
Le clan est originaire des alentours du loch Lomond. Le premier des Colquhoun est Ingram mais la lignée commence avec Umfridus (1190-1260).
Lorsque Humphry (Umfridus) Kirkpatrick Colquhoun meurt sans postérité vers 1583, le titre revient à son frère Alexander qui est vaincu à la bataille de Glenfruin par les Mac Gregor. 
Le fils d'Alexander, John, devient baron en 1625. 
Le clan persiste de nos jours et il existe une Clan Colquhoun Society à Glasgow.